# أنتوني غورملي

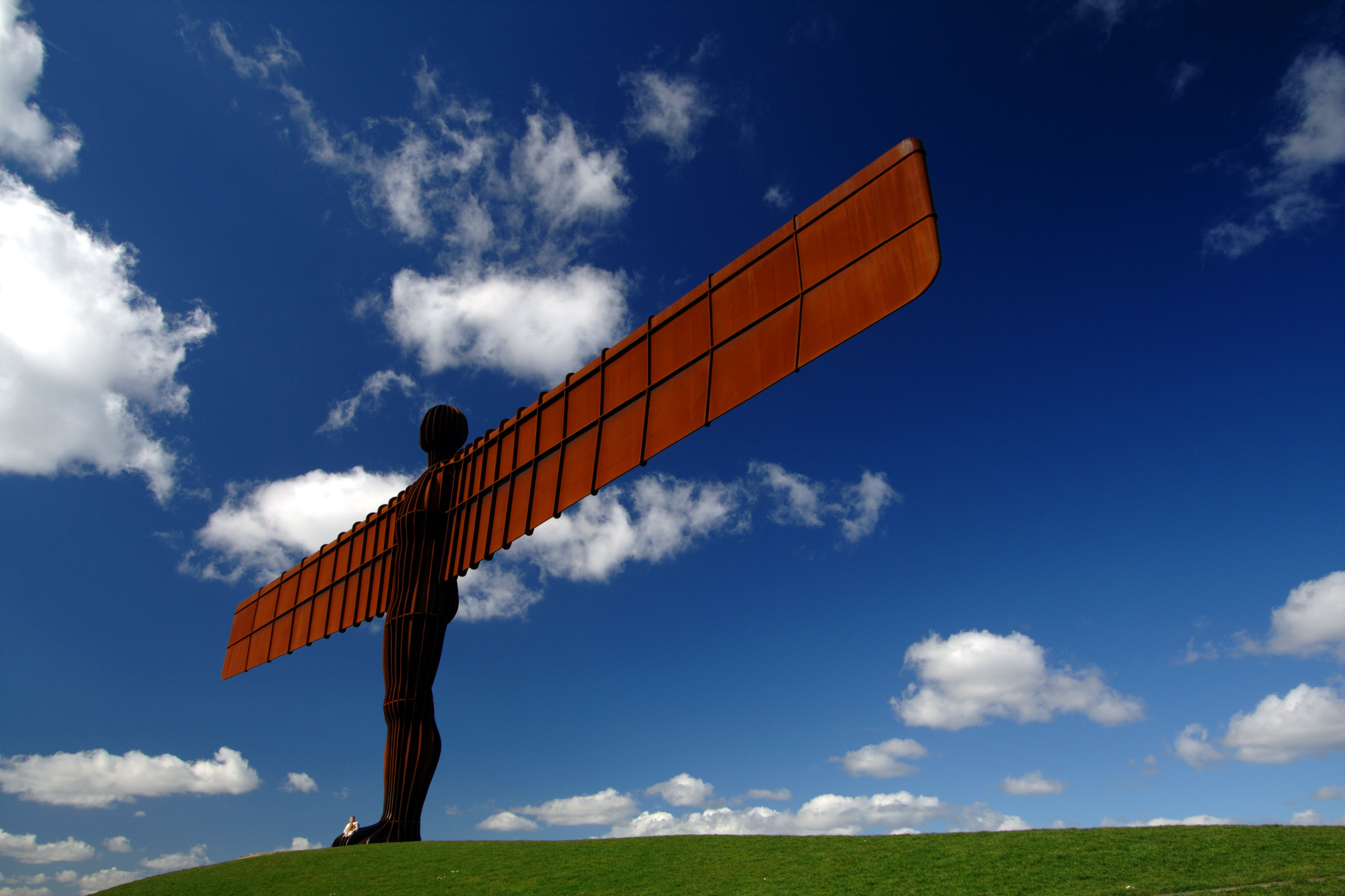
ملاك الشمال في جيتشيد

أنتوني مارك ديفيد غورملي (بالإنجليزية: Antony Gormley)‏ الشهير بأنتوني غورملي (ولد في 30 أغسطس 1950) هو نحات إنجليزي.
من أعماله ملاك الشمال.

## وصلات خارجية
- أنتوني غورملي على موقع الموسوعة البريطانية (الإنجليزية)
- أنتوني غورملي على موقع مونزينجر (الألمانية)
- أنتوني غورملي على موقع ميوزك برينز (الإنجليزية)
- أنتوني غورملي على موقع ديسكوغز (الإنجليزية)

- الموقع الرسمي
- أنتوني غورملي في موسوعة الفن.